# Ooi Sock Ai
Ooi Sock Ai (* 7. August 1985) ist eine malaysische Badmintonspielerin. 

## Karriere
Ooi Sock Ai gewann in der Saison 2005/2006 bei den malaysischen Einzelmeisterschaften den Titel im Damendoppel gemeinsam mit Mooi Hing Yau. Ein Jahr später wurde sie bei der gleichen Veranstaltung Zweite im Mixed mit Zakry Abdul Latif. Bei den Commonwealth Games 2006 gewann sie den Titel im Mannschaftswettkampf. Im selben Jahr wurde sie Neunte bei der Badminton-Weltmeisterschaft.

## Sportliche Erfolge
| Saison    | Veranstaltung                   | Disziplin   | Platz | Name                            |
| --------- | ------------------------------- | ----------- | ----- | ------------------------------- |
| 2005/2006 | Malaysia: Einzelmeisterschaften | Damendoppel | 1     | Ooi Sock Ai / Mooi Hing Yau     |
| 2006      | Commonwealth Games              | Team        | 1     | Malaysia                        |
| 2006      | Weltmeisterschaft               | Damendoppel | 9     | Ooi Sock Ai / Mooi Hing Yau     |
| 2006/2007 | Malaysia: Einzelmeisterschaften | Mixed       | 2     | Zakry Abdul Latif / Ooi Sock Ai |